# Rain Down Love
Singles par Freemasons
Watchin'
(2006) Nothing But a Heartache
(2007)
Singles par Siedah Garrett
The Places You Find Love
(1990) I Want Your Soul 
 (2007)
(2007)
Rain Down Love est une chanson du duo britannique Freemasons sorti en 2007 en collaboration avec la chanteuse Siedah Garrett.

## Liste des pistes
| 1. | Rain Down Love (Walken Edit)         | 3:10 |
| 2. | Rain Down Love (Walken Extended Mix) | 4:37 |
| 3. | Rain Down Love (2007 Club Mix)       | 7:09 |
| 4. | Rain Down Love (2007 Dub)            | 4:52 |
| 5. | Rain Down Love (2007 Ecl)            | 4:24 |
| 6. | Rain Down Love (Original Club Mix)   | 4:52 |
| 7. | Rain Down Love (Original Dub)        | 4:24 |
| 8. | Rain Down Love (Phunkk Mob Remix)    | 4:52 |
| 9. | Rain Down Love (Phunkk Mobb Dub)     | 4:24 |

## Classements
| Chart                                  | Meilleure position |
| -------------------------------------- | ------------------ |
| Royaume-Uni singles chart              | 12                 |
| Finlande (Suomen virallinen lista)     | 8                  |
| Bulgarie                               | 17                 |
| Belgique (Flandre Ultratop 50 Singles) | 20                 |
| Pays-Bas (Nederlandse Top 40)          | 76                 |